# Galesburg, Illinois
Galesburg är en stad i den amerikanska delstaten Illinois med en yta av 46 km² och en folkmängd, som uppgår till 32 195 invånare (2010). Galesburg är administrativ huvudort i Knox County. George Washington Gale grundade Knox College år 1837 och orten Galesburg växte sedan runt omkring högskolan och fick stadsrättigheter år 1857. Den femte debatten mellan Abraham Lincoln och Stephen A. Douglas inför senatsvalet 1858 hölls på Knox College i Galesburg.

## Kända personer födda i Galesburg
- John Rusling Block, politiker
- Todd Hamilton, golfspelare
- Phil Hare, politiker
- Ellsworth Huntington, geograf
- Carl Sandburg, författare
- Dorothea Tanning, bildkonstnär